# 光明寺 (綾部市)
光明寺（こうみょうじ）は、京都府綾部市にある真言宗醍醐派の寺院。山号は君尾山（きみのおさん）、本尊は千手観音。聖徳太子による開創を伝える古刹である。

## 歴史
『君尾山略記』には、推古天皇7年（599年）、聖徳太子による開創と伝える。その後白鳳元年（673年）、役小角が修験道の道場とし、延喜年間（10世紀初）、醍醐寺開祖の聖宝（理源大師）により真言密教の道場として中興されたという。最盛期には山上山下に72坊を有したと伝える。
現存する二王門は、棟札の記載によれば仁治3年（1242年）から建長5年（1253年）にかけて建立されたものである。棟札によれば、門の再興には延暦寺西塔院の僧・覚承が関わっており、この頃は天台系寺院であったことが伺われる。
大栄7年（1527年）11月、大栄の乱（赤井の乱とも）の兵火を受けて本堂、三重塔、法華堂、常行堂、鎮守拝殿、行者堂、鐘楼、坊舎を焼失した。寺に残る再興勧進帳により、天文2年（1533年）以後、地元の有力者である上林氏により伽藍が再建されるが、元亀3年1572年と天正7年（1579年）に明智光秀の焼き討ちにあい再び焼失。江戸時代には領主藤掛氏の庇護を受けたが、寺勢は衰退した。享保18年1733年には山下の23坊が焼失している。現存する本堂の再建は天保7年（1836年）である。
明治時代初頭には山上に残っていた4坊がなくなり、寺勢はさらに衰退した。大正3年（1914年）、庫裏、方丈、客殿を焼失し、同5年（1916年）に庫裏が再建されている。

## 二王門

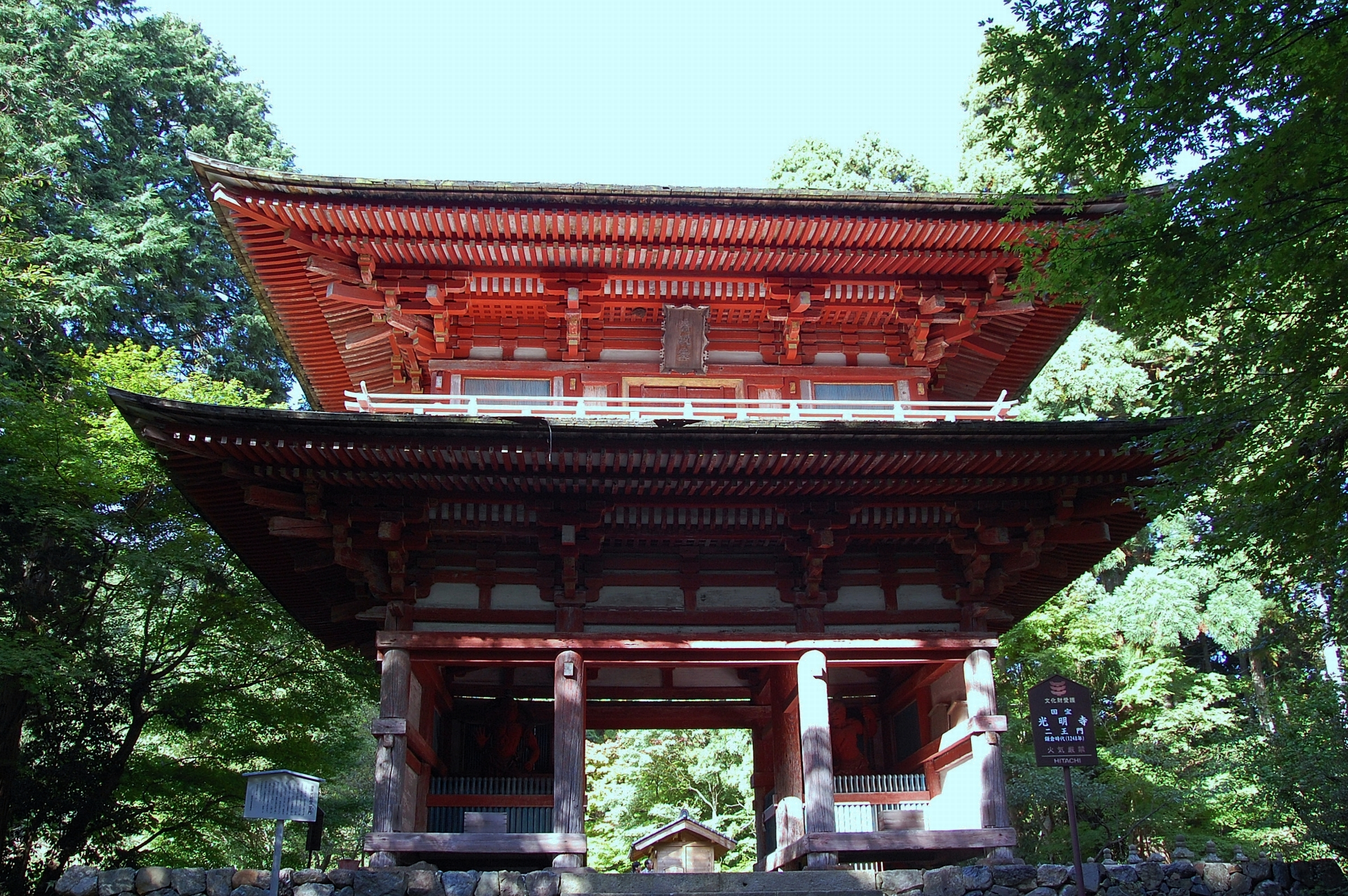
二王門 （国宝）

三間一戸、入母屋造、栩葺の二重門である。昭和25年（1950年）から昭和27年（1952年）10月まで行われた解体修理で、上層の柱から「宝治二年」（1248年）の墨書銘が発見された。また、床板に転用されていた棟札が発見され、その記載から、門は仁治3年（1242年）から建長5年（1253年）にかけて再建されたものであることが明らかになった。併せて永正13年（1516年）、享保14年（1729年）、安政6年（1859年）の3度にわたり修理が行われていたことも判明した。長押を多用し、下層の背面と上層には連子窓を設けるなど和様を基調とするが、頭貫の木鼻は大仏様（だいぶつよう）とする。二王（金剛力士）像を門の正面側でなく後の間に安置する点が珍しい。
中世にさかのぼる二重門（2階建で、下層と上層の境にも屋根の出をつくる門）は極めて稀少であり、建築年代が判明する点も貴重であり、修理完工後の昭和29年（1954年）に国宝に指定された。
2016年、修理が始まり3年後に終わる予定。

## 伽藍
- 本堂 - 本尊千手観音菩薩を安置
- 二王門（国宝） - 仁王像を安置
- 地蔵堂
- 庫裡 - 大正5年（1916年）再建
- 梵鐘 - 慶長9年（1604年）9月20日本堂境内で改鋳

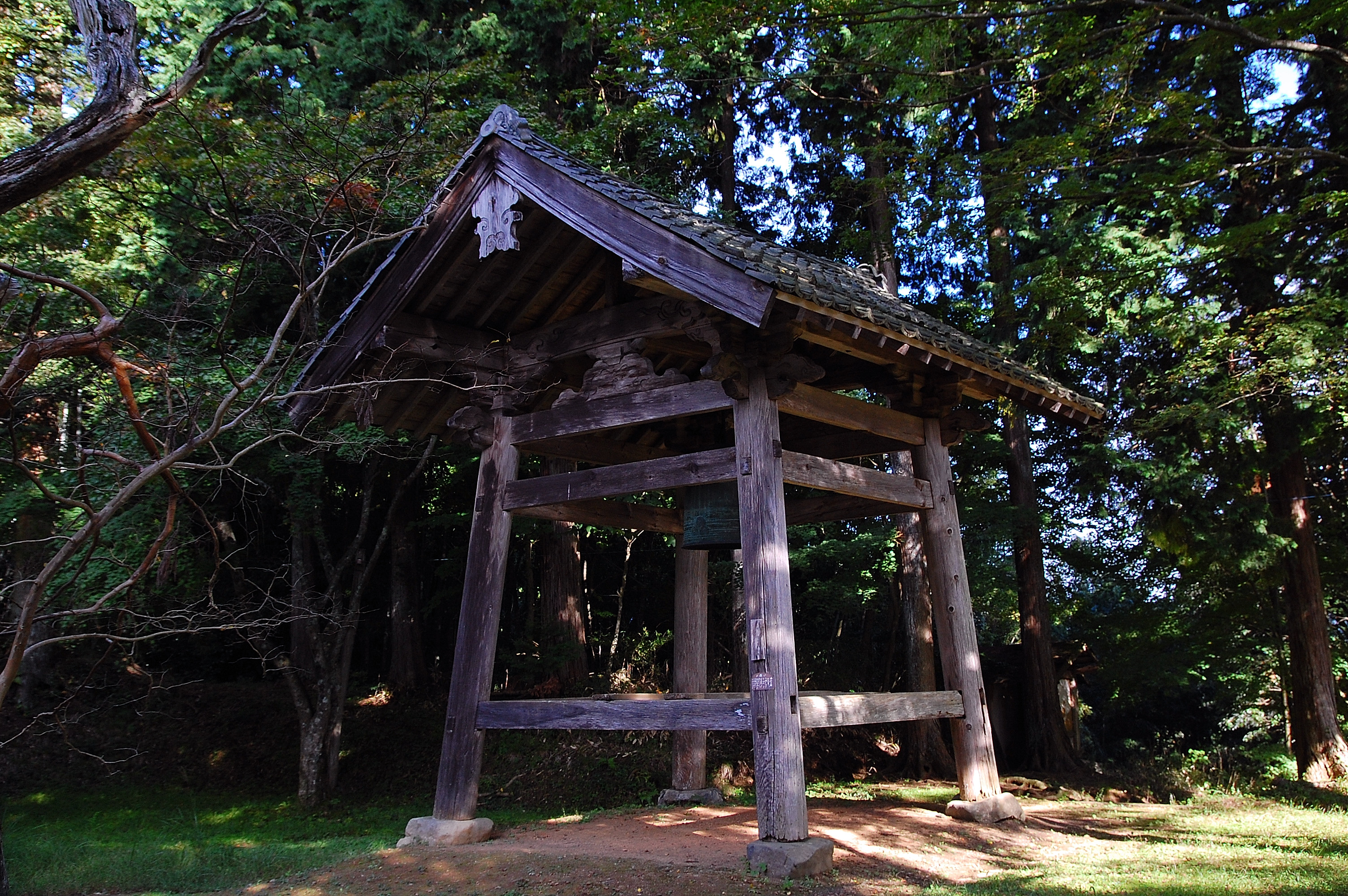
鐘楼
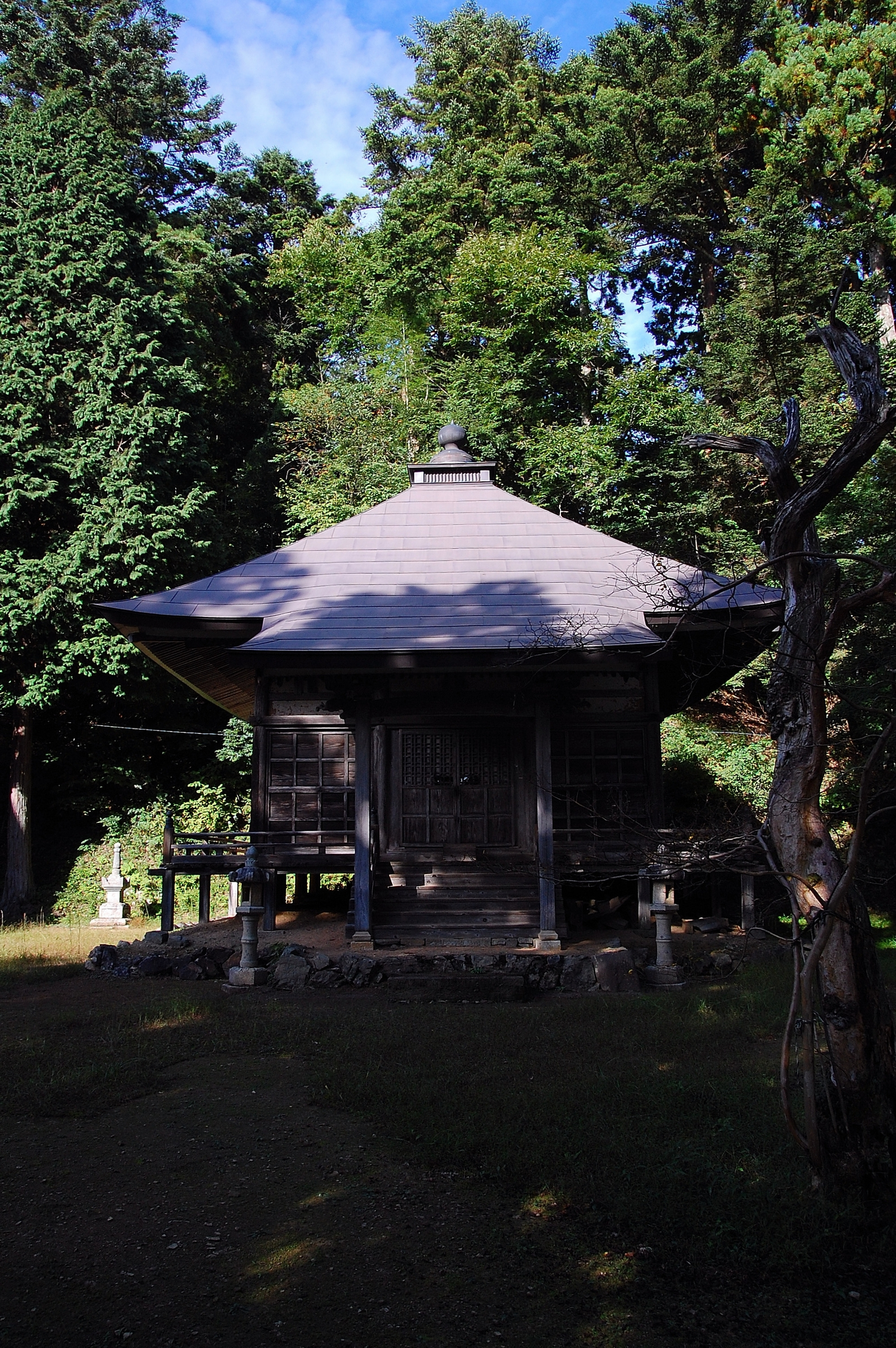
地蔵堂
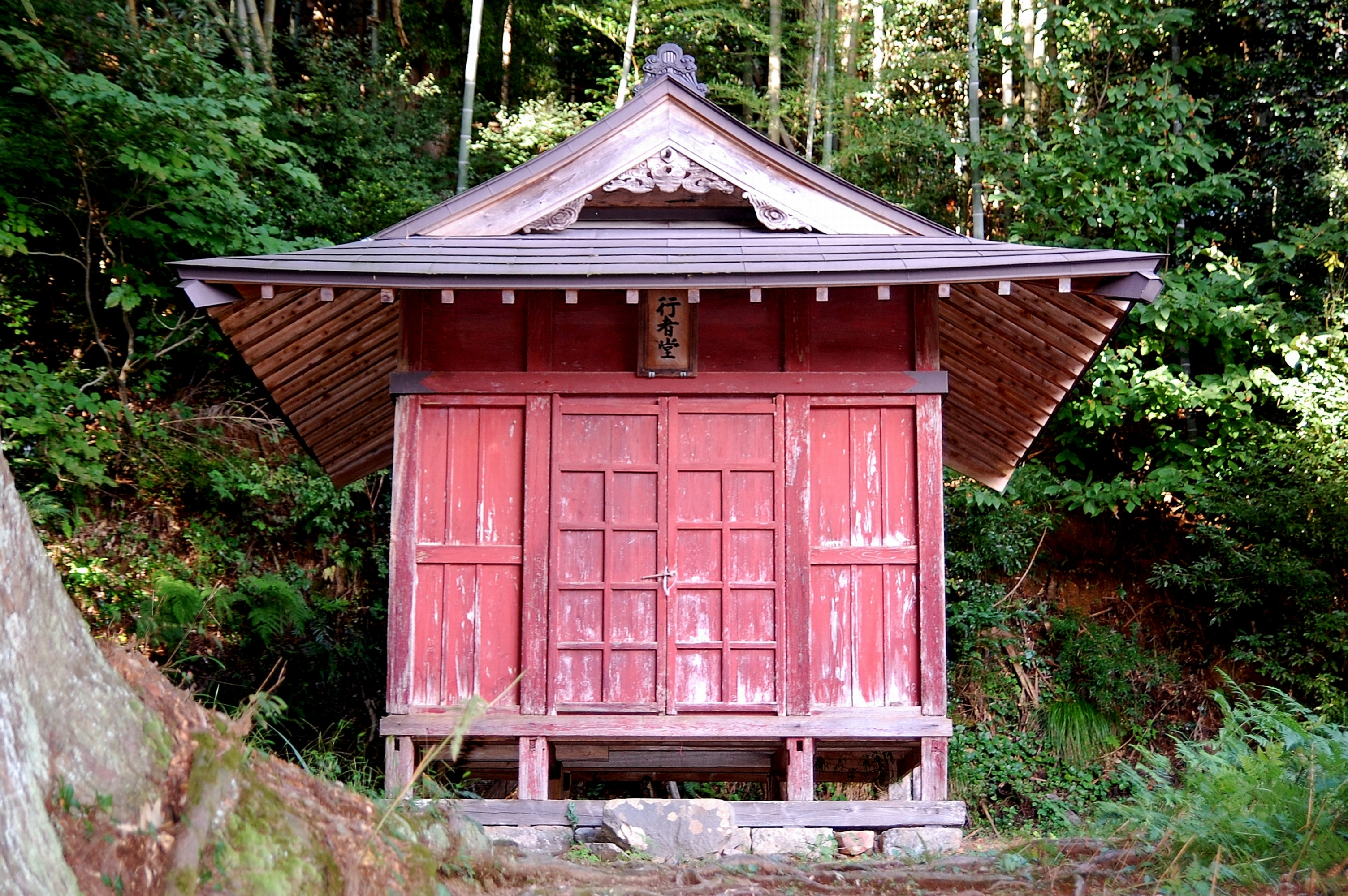
行者堂

## 文化財

### 国宝
- 二王門 - 鎌倉時代、(1253年)再建

### 重要文化財
- 木造金剛力士立像 2躯[1][2]

### その他
- 本堂 - 京都府指定文化財、江戸時代後期（1836年）再建
- 鰐口 - 京都府指定文化財、室町時代の応永17年（1410年）に若洲（若狭）上釜屋の作。面径41cm、肩厚11.5cm、本堂正面懸吊
- 宝篋印塔 - 綾部市指定文化財、南北朝時代建立
- 紙本墨書勧進帳奉加帳 1通・1冊綾部市指定文化財、室町時代
- 光明寺制札2枚 - 京都府登録文化財、室町時代

## 所在地
〒623-1131 京都府綾部市睦寄町君尾1-1

## 交通アクセス
- 山陰本線 綾部駅から、あやバス上林線で40分、「あやべ温泉前」下車、徒歩40分

## 周辺情報
- 君尾山 - 標高582m
- 二王公園
- あやべ温泉
- 上津灰のミズメ
- 頭巾山のブナ林